# Catherine Healy
Catherine Alice Healy (ur. 1956) – nowozelandzka aktywistka na rzecz dekryminalizacji i poprawy jakości pracy prostytutek. Założycielka, członkini i ogólnoświatowa koordynatorka organizacji New Zealand Prostitutes' Collective (NZPC). Nagrodzona Orderem Zasług Nowej Zelandii przez królową Elżbietę II.

## Wczesne życie i początki kariery
Urodziła się w Eastbourne, na przedmieściach miasta Lower Hutt w Nowej Zelandii. Ma trójkę rodzeństwa. Jej rodzice byli lewicowymi liberałami. Healy uczestniczyła w ruchu antyapartheidowym oraz chodziła w marszach antyrasistowskich. Gdy miała 15 lat, jej ojciec zmarł. Po ukończeniu collegu skończyła również kurs nauczycielski i podjęła pracę w szkole podstawowej. Wówczas dzieliła mieszkanie z prostytutką. Pewnej nocy towarzyszyła jej w pracy, ale stwierdziła, że prostytucja nie jest dla niej. Chciała pomóc koleżance. Mówiła później: I felt I had to rescue her but I'll never forget her vehemence. She made the point that I had no right to impose that view. She was very compelling (tłum. Czułam, że muszę ją ratować, lecz nigdy nie zapomnę jej żywiołowości. Miała rację, że nie miałam prawa wmawiać jej mojego punktu widzenia, była bardzo przekonująca). W 1986, z powodu niskiej pensji nauczycielskiej, Healy zatrudniła się w salonie masażu, nielegalnie zajmującym się prostytucją. Po roku pracy stwierdziła, że nie chce wracać do zawodu nauczycielki. Zaczęła prace w burdelu na Wellington's Willis St. Dziś znajduje się tam bar General Practitioner. Pracowała jako prostytutka 7 lat.

## Działalność
W 1987 założyła Nowozelandzki Kolektyw Prostytutek, od czego rozpoczęła się jej działalność na rzecz prostytucji na świecie. Celem była obrona praw pracowników seksualnych i dekryminalizacja prostytucji. Pierwszym działaniem NKP była kampania na rzecz legalizacji pracy seksualnej, która miała bezpośredni wpływ na przyjętą w 2003 reformę dekryminalizującą świadczenie usługi seksualne w Nowej Zelandii. 
W 2010 została ona zaproszona na Oxford University jako drugaw historii przedstawicielka Nowej Zelandii. Wygrała debatę na temat legalizacji prostytucji. 
Będąc członkinią różnych rad i komitetów, została zaproszona do Izby Gmin Wielkiej Brytanii jako prelegentka. Pełni rolę doradczą w kwestiach praw dot. prostytucji. W Nowej Zelandii Komitet Kontroli Prawa Prostytucji ustanowiony przez rząd zatrudnił ją jako badaczkę terenową oraz konsultantkę prostytutek, właścicieli domów publicznych oraz innych osób zatrudnionych w zawodach związanych z prostytucją. 
Razem z Gilian Abel i Lisą Fitzgerald współpracowała przy powstawaniu książki Eliminowanie przestępczości z pracy seksualnej: Nowa Zelandia Pracowników seksualnych walczy o dekryminalizację.

## Nagrody
- 4 czerwca 2018 od królowej Elżbiety II, w jej oficjalne urodziny, otrzymała Order Zasług Nowej Zelandii. Nagroda była owocem jej 30-letniej pracy na rzecz dekryminalizacji prostytucji. Była jedną z pięciu kobiet, które zostały w ten sposób wyróżnione w 2018[7].
- Została nagrodzona „New Zealand Suffrage Centennial Medal” w 1993[8].